# Stade Avangard
Le stade Avangard (en russe : Стадион «Авангард») est un stade de rugby à XV de 2 643 places situé à Krasnoïarsk, en Russie. 

## Histoire
Le stade est inauguré en 1967. Il est situé sur la rive sud du fleuve Iénisseï, dans le district de Kirovski. En 2010, son exploitation a été transférée à l'Enisey-STM.
Des travaux de rénovation ont été entamés en 2017, étant terminés en 2019. Deux stades destinés au rugby ont été remis au goût du jour, l'un en gazon synthétique, l'autre en gazon naturel. Une nouvelle tribune a été érigée. Le stade a été inauguré lors de la rencontre de Continental Shield face aux Timișoara Saracens.
En 2021, le complexe s'agrandit de nouveau. Un centre sportif est adossé au stade, avec des salles de sport, une piscine de 25 mètres ou encore un centre de soin, basé sur les modèles en vigueur au sein des principaux clubs européens.